# 西藏云杉
西藏云杉（学名：Picea spinulosa）为松科云杉属的植物。分布于锡金、不丹、尼泊尔以及中国大陆的西藏等地，生长于海拔2,900米至3,600米的地区，常生长在混交林下或林中，目前尚未由人工引种栽培。

## 别名
喜马拉雅云杉（植物分类学报），喜马拉雅杉（中国裸子植物志）